# John MacGregor (explorateur)
Pour les articles homonymes, voir John MacGregor et MacGregor.
John MacGregor (1825-1892), surnommé « Rob Roy », est un avocat, explorateur, écrivain et philanthrope écossais.
Il est souvent considéré comme le créateur des premiers canoë à voile, et comme la personne qui a popularisé la pratique sportive du canoë en Europe et aux États-Unis. En 1866, il a fondé le Royal Canoe Club (en) (RCC) britannique, premier club de canoë-kayak du monde, ainsi que l'American Canoe Association (en) en 1880.
Il était également artiste et il a dessiné toutes les illustrations de ses livres de voyage.